# El Oso
El Oso ist ein Ort und eine zentralspanische Gemeinde (municipio) mit 129 Einwohnern (Stand: 2024) in der Provinz Ávila in der Autonomen Region Kastilien-León. 

## Lage
El Oso befindet sich in den nördlichen Ausläufern der Sierra de Gredos gut 19 Kilometer nordnordwestlich von Ávila in einer Höhe von 895 m. Das Klima im Winter ist kühl, im Sommer dagegen trotz der Höhenlage durchaus warm; der Regen (ca. 532 mm/Jahr) fällt – mit Ausnahme der nahezu regenlosen Sommermonate – verteilt übers ganze Jahr.

## Bevölkerungsentwicklung
| Jahr      | 1970 | 1981 | 1991 | 2001 | 2011 | 2021 |
| Einwohner | 405  | 328  | 268  | 223  | 208  | 150  |

## Sehenswürdigkeiten

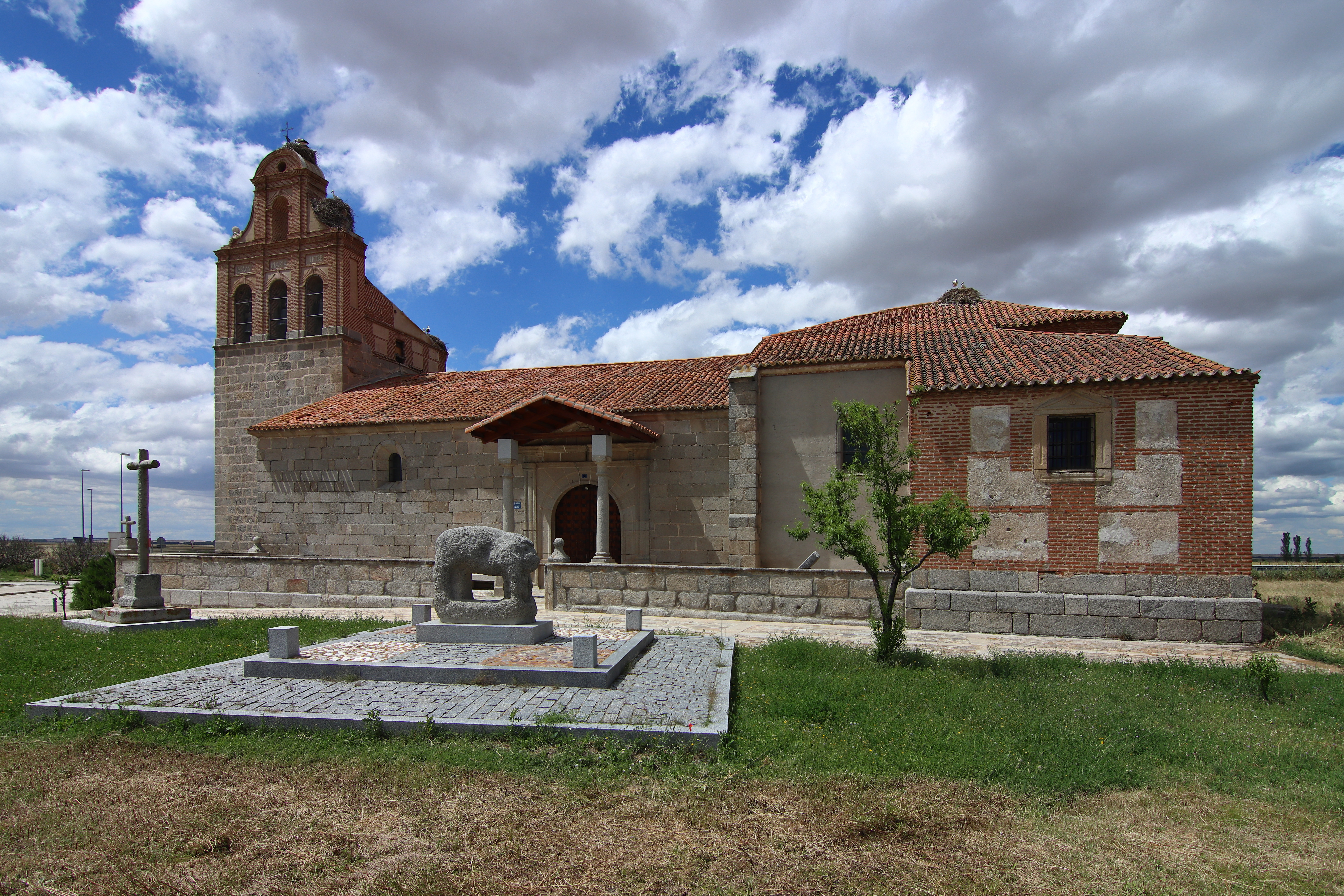
Peterskirche
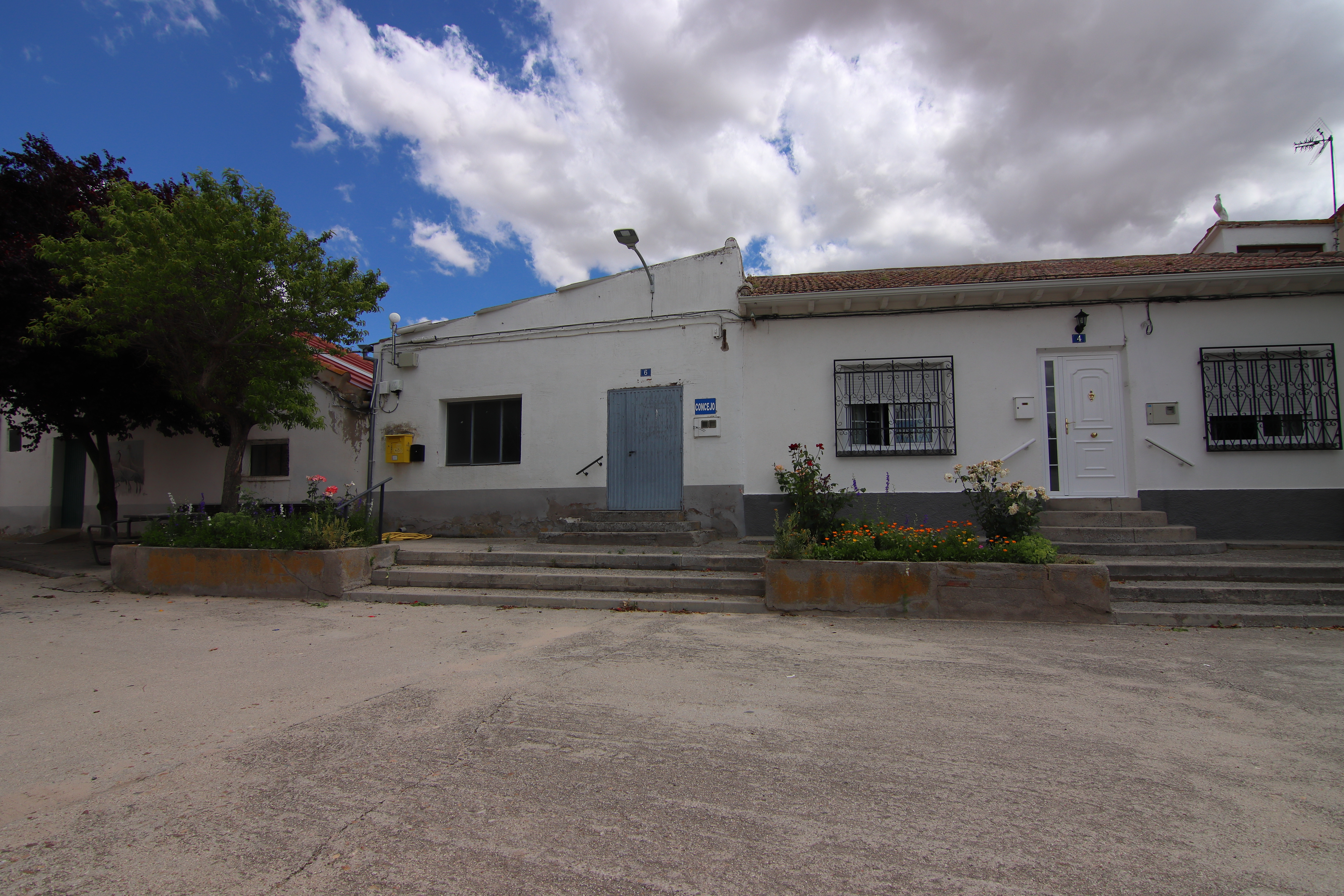
Ratsgebäude

- Peterskirche
- Ratsgebäude